# Lago Cayuga
O lago Cayuga é o mais longo dos Finger Lakes glaciais do extremo oeste de Nova York e o segundo maior em área de superfície (pouca coisa menor que o lago Seneca) e volume. Tem cerca de 74 km de comprimento, largura média de 3,15 km e máxima de 6,48 km próximo a Aurora. Seu ponto mais profundo dista cerca de 132 metros da superfície.